# Wolfgang Meighörner
Wolfgang Meighörner (* 9. Februar 1958 in Luzern) ist ein deutscher Historiker und ehemaliger Museumsdirektor. Er gilt als Experte für die Geschichte der Luftschifffahrt.

## Leben und Werk
Nach dem Abitur am Thomas-Mann-Gymnasium 1977 in München absolvierte er den 15-monatigen Grundwehrdienst bei der Bundeswehr. Er ist aktiver Reserveoffizier des Heeres und absolvierte u. a. die Fallschirmsprungausbildung. Meighörner bekleidet den Dienstgrad eines Obersts d. R. Nach seinem Wehrdienst studierte er Neuere und Neueste Geschichte, Mittelalterliche Geschichte und Klassische Archäologie an der Ludwig-Maximilians-Universität München (M.A. 1984). 1990 wurde er bei Hans Schmidt an der Philosophischen Fakultät mit einer Arbeit über die Geschichte des Zeppelin-Luftschifftyps w zum Dr. phil. promoviert. 2005 folgte an der Carl-von-Ossietzky-Universität Oldenburg die Habilitation und die Verleihung der Venia legendi für Neuere Geschichte und Neueste Geschichte und Technikgeschichte. Der Privatdozent lehrt Geschichte des 19./20. Jahrhunderts.
Von 1983 bis 1985 verantwortete er die (historische) Konzeption und Durchführung der 2000-Jahr-Feier Augsburgs. 1984/85 war er freier Mitarbeiter am Deutschen Museum in München. 1986 wurde er Bereichsleiter der Ausstellungen der Bundeshauptstadt Bonn.
1989 kam er als Mitarbeiter zur Luftschiffbau Zeppelin GmbH in Friedrichshafen, wo er Leiter der Abteilung Archiv wurde. Zunächst mit Handlungsvollmacht, erhielt er 1991 Prokura und wurde zusätzlich Direktor (1991–2006) des Zeppelin Museums Friedrichshafen, das 1996 im ehemaligen Hafenbahnhof neu eröffnet wurde. Die neue Konzeption und Gestaltung fand internationale Anerkennung und wurde u. a. mit der Special Commendation des European Museum of the Year Award bedacht. 2006 wurde sein Vertrag auf eigenen Wunsch nicht verlängert.
2007 übernahm Meighörner die Direktion des Tiroler Landesmuseums Ferdinandeum in Innsbruck und in Personalunion die Leitung der Tiroler Landesmuseen-Betriebsgesellschaft m.b.H. Damit verantwortete er das Zeughaus, das Volkskunstmuseum, die Hofkirche, dem Volksliedarchiv und Das Tirol Panorama (mit Kaiserjägermuseum). Seit 2007 ist er Vorstandsmitglied im Museumsbund Österreich und seit 2009 Vorsitzender der Jury des Österreichischen Museumsgütesiegels.
Nach öffentlicher Kritik an der zukünftigen Ausrichtung der Tiroler Landesmuseen wurde sein Vertrag, der Ende 2019 auslief, nicht verlängert.
Er wurde Vorstandsmitglied der International Association of Transport and Communication Museums, Kuratoriumsmitglied der Kulturstiftung der ZF Friedrichshafen AG und Beiratsmitglied des Museumsverbandes EUREGIO Museen und Schlösser Bodensee e. V. 
Meighörner ist verheiratet und hat vier Kinder.

## Schriften (Auswahl)
Meighörner ist Herausgeber zahlreicher Ausstellungskataloge.
- mit Heinrich Blumenthal: Räderwerk Römerkran. Zur Rekonstruktion eines römischen Baukrans. Bouvier, Bonn 1989, ISBN 3-7928-0589-8.
- „...der Welt die Wundergabe der Beherrschung des Luftmeeres schenken“. Die Geschichte des Luftschiffs LZ2 (= Schriften zur Geschichte der Zeppelin-Luftschiffahrt. Nr. 7). Friedrichshafen 1991, ISBN 3-926162-57-8.
- Wegbereiter des Weltluftverkehrs wider Willen. Die Geschichte des Zeppelin-Luftschifftyps „w“ (= Schriften zur Geschichte der Zeppelin-Luftschiffahrt. Nr. 8). Zeppelin Museum, Friedrichshafen 1992, ISBN 3-926162-58-9.
- Albrecht Graf von Soden-Fraunhofen. Bilder eines Lebens (= Schriften zur Geschichte der Zeppelin-Luftschiffahrt. Nr. 10). Zeppelin Museum, Friedrichshafen 1994, ISBN 3-926162-94-5.
- mit Hans-Liudger Dienel: Der Tretradkran. Deutsches Museum, München 1995, ISBN 3-924183-33-3.
- mit Peter Kleinheins (Hrsg.): Die großen Zeppeline. Die Geschichte des Luftschiffbaus. 3. überarbeitete Auflage, Springer, Berlin u. a. 2005, ISBN 3-540-21170-5.
- mit Isabelle Brandauer, Saskia Danae Nowag: Das Innsbrucker Riesenrundgemälde. Ein Gemälde – viele Bilder. Tiroler Landesmuseum, Innsbruck 2013, ISBN 978-3-900083-41-0.
- mit Claudia Sporer-Heis: Des Kaisers Zeug. Maximilians Zeughaus in Innsbruck. Tyrolia, Innsbruck-Wien 2019. ISBN 978-3-7022-3816-2

## Auszeichnungen
- 2023: Tiroler Adler-Orden in Gold[3]